# Alliopsis curvifemoralis
Alliopsis curvifemoralis este o specie de muște din genul Alliopsis, familia Anthomyiidae, descrisă de Fan și Wu în anul 1983. Conform Catalogue of Life specia Alliopsis curvifemoralis nu are subspecii cunoscute.